# Phymatopteris philippinensis
Phymatopteris philippinensis là một loài dương xỉ trong họ Polypodiaceae. Loài này được Pic. Serm. mô tả khoa học đầu tiên năm 1973.
Danh pháp khoa học của loài này chưa được làm sáng tỏ. 